# Connections
Connections è un programma televisivo britannico di genere documentaristico prodotto e diretto da Mick Jackson e condotto da James Burke. La prima stagione, composta da 10 episodi, è stata trasmessa nel 1978 dalla BBC e nel 1979 negli Stati Uniti d'America su PBS. Dalla serie è stato tratto un libro omonimo e un videogioco. Nel 2023 la quarta stagione, composta da sei episodi, è stata prodotta da Curiosity Stream.